# L'Affaire du cheval sans tête
Pour plus de détails, voir Fiche technique et Distribution.
L'Affaire du cheval sans tête (The Horse Without a Head) est un téléfilm réalisé par Don Chaffey, produit par Walt Disney Productions et diffusé en deux épisodes à la télévision en 1963 dans l'émission Walt Disney's Wonderful World of Color. C'est une adaptation du roman Le cheval sans tête (1955) de Paul Berna.

## Synopsis
De jeunes enfants sont confrontés à des dévaliseurs de trains dans un petit village français.

## Fiche technique
- Titre original : The Horse Without a Head
- Titre français : L'Affaire du cheval sans tête[1]
- Réalisateur : Don Chaffey assisté de Denis Bertera
- Scénario : T. E. B. Clarke d'après Le cheval sans tête (1955) de Paul Berna
- Directeur artistique : Michael Stringer
- Image : Paul Beeson
- Montage : Peter Boita
- Décors : Vernon Dixon
- Costumes : Margaret Furse
- Musique : Eric Rogers
  - Chansons : Richard M. Sherman et Robert B. Sherman (Knights of the Headless Horse)
- Technicien du son : Robert O. Cook
- Dresseur : Jimmy Chipperfield
- Coordinateur de programme : Jack Bruner
- Producteur : Hugh Attwooll (associé)
- Société de production : Walt Disney Productions
- Sortie :
  - France : 9 mars 1994 [1]

Sauf mention contraire, les informations proviennent des sources suivantes : John West et IMDb

## Distribution
- Jean-Pierre Aumont : Inspector Sinet
- Herbert Lom : Schiapa
- Leo McKern : Roublot
- Pamela Franklin : Marian
- Vincent Winter : Fernand
- Lee Montague : Mallart
- Denis Gilmore : Tatave
- Sean Keir : Bon-Bon
- Loretta Parry : Melie
- Michael Gwynn : Gendarme
- Peter Butterworth : Zigon
- Peter Vaughan : Police Sergeant
- Jack Rodney : Pepe
- Maxwell Shaw : Cesar
- Jenny Laird : Madame Fabert
- Maureen Pryor : Madam Douin
- Robert Brown : Douin
- Harold Goldblatt : Blache
- John Bennett

Source : Dave Smith, John West et IMDb

## Origine et production
L'actrice Pamela Franklin alors âgée de 13 ans est l'une des révélations de cette production britannique de Disney à l'instar d'Hayley Mills. Ayant reçu elle aussi une éducation dans l'école d'Elmhurst à Camberley dans le Surrey, elle est découverte par le réalisateur Jack Clayton qui la fait jouer dans Les Innocents (1961).
L'intrigue du film est censée se dérouler en France mais cette production Disney a été tournée au Royaume-Uni dans les Pinewood Studios. Le directeur artistique Michael Stringer devait chercher un lieu avec une rue inclinée bordée d'une plaine où garer des caravanes et des remorques, avec une vieille usine et un talus avec une voie chemin de fer. Stringer avait trouvé un lieu en banlieue de Paris satisfaisant pour tourner le film mais les contraintes pour contrôler les passants, bloquer les rues et places ainsi que les autres lieux ont découragés la production. Stringer propose donc de reconstruire l'ensemble dans les studios de Pinewood où il est 
possible d'avoir un terrain plat pour les caravanes, de construire la route avec la pente voulue et le train miniature. L'équipe technique et artistique a ensuite fait de nombreuses recherches pour avoir des édifices français et les reconstruire. 120 personnes, 30 tonnes de plâtre et 50 tonnes de ciment ont été nécessaires pour cette reconstruction. Les publicitaires de Disney ont crédité le travail des décorateurs comme le plus grand décor de cinéma construit au Royaume-Uni. Le panorama du générique est une peinture mate de 1 m2 posée au sol et filmée depuis le toit d'un plateau de tournage.
Le film a été diffusé dans l'émission Walt Disney's Wonderful World of Color (sur NBC) en deux parties le 29 septembre et le 6 octobre 1963, sous les titres de The 100,000,000 Franc Train Robbery pour le premier épisode et The Key to the Cache pour le second,. Le film a été édité en vidéo.
Le décor du village français a par la suite été réaménagé pour figurer un village écossais pour le film Les Trois Vies de Thomasina (1964).

## Analyse
Pour John West, L'Affaire du cheval sans tête est charmante et l'une des productions les plus enchanteresse de Disney avec une distribution, un scénario et une direction artistique excellents. West évoque un journaliste de la revue Films and Filming dupé par les décors du film qui vantait les villages français utilisés par l'équipe. Le directeur artistique Michael Stringer l'invita à manger et à faire une visite des studios de Pinewood.